# Plasma de inducción
El plasma de inducción, también llamado plasma acoplado inductivamente, es un tipo de plasma de alta temperatura generado por inducción electromagnética. El campo magnético induce una corriente eléctrica dentro del gas y lo calienta hasta 10.000 Kelvin. La tecnología de plasma inductivo se utiliza en campos como la esferoidización de polvos, la síntesis de nanomateriales y los túneles de viento de plasma. La tecnología se aplica a través de una antorcha de plasma de inducción, que consta de tres elementos básicos: la bobina de inducción, una cámara de confinamiento y un cabezal de antorcha o distribuidor de gas. El principal beneficio de esta tecnología en comparación con las antorchas de plasma de corriente continua (DC) es la eliminación de electrodos, que deben reemplazarse regularmente e introducen contaminación en el plasma.

### Esferoidización en polvo
Los polvos altamente esféricos son necesarios en muchos campos industriales diferentes, como la fabricación aditiva, la metalurgia, componentes electrónicos y la proyección térmica. Los beneficios de los polvos esféricos investigados son:
1.      Mejora la fluidez.
2.      Aumento de la densidad aparente.
3.      Formación de capas homogéneas y reproducibles en los procesos con lechos de polvo.
La esferoidización del polvo es un proceso de fusión en vuelo. El precursor de polvo de forma irregular se introduce en el plasma de inducción y cada partícula se funde por separado. Las gotas de líquido adquieren forma esférica bajo la acción de la tensión superficial. Estas gotas se enfriarán después de pasar a través del plasma y se solidificarán en partículas esféricas. Como el proceso no utiliza electrodos ni crisoles, se puede mantener una pureza muy alta de los polvos. La tecnología está disponible tanto a escala de laboratorio como industrial.
Una gran variedad de cerámicas, metales y aleaciones metálicas se han esferoidizado con éxito mediante plasma por inducción. Debido a la alta temperatura del plasma, incluso los materiales con temperaturas de fusión muy altas pueden esferoidizarse. 
A continuación, se presentan algunos materiales típicos que se esferoidizan a escala comercial.
·       Cerámica de óxido: SiO2, ZrO2, YSZ, Al2TiO5, vidrio
·       No óxidos: WC, WC–Co, CaF2, TiN
·       Metales: Re, Ta, Mo, W
·       Aleaciones: Cr-Fe-C, Re-Mo, Re-W, aleaciones de alta entropía
Las ventajas de la esferoidización de polvo en comparación con la atomización de gas son:
-       Alto rendimiento (los polvos esferoidizados tienen la misma distribución de tamaño de partícula que el polvo precursor)
-       Amplia gama de materiales (casi todos cerámicos y metales)
-       Alta pureza (sin contaminación de electrodos o crisoles)
-       Posibilidad de reciclar los polvos usados debido a la mejora de la esfericidad y, en algunos casos, a la reducción del contenido de oxígeno

Alta esfericidad, baja porosidad y ausencia de satélites

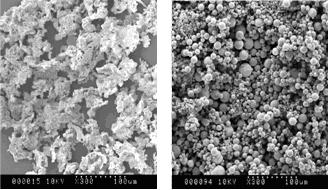
Los polvos de renio entrelazados y escamosos se convierten en densas esferas separadas después del proceso de esferoidización por plasma por inducción
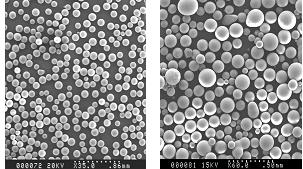
El polvo de SiO2 esferoidizado por plasma de inducción (plasma de aire), productividad 15 ~ 20 kg / h

### Síntesis de nanomateriales
Los retos para una tecnología industrial para la síntesis de nanomateriales son la productividad, el control de calidad y la asequibilidad. La tecnología de plasma de inducción implementa la evaporación en vuelo del precursor y, gracias al plasma caliente de 10000 Kelvin, puede incluso evaporar materiales con un punto de ebullición muy alto. El funcionamiento bajo varias atmósferas permite la síntesis de una gran variedad de nano-polvos con una composición química bien controlada del núcleo y la superficie de la nanopartícula. La tecnología está disponible tanto a escala de laboratorio como industrial. El plasma de inducción utilizado para la síntesis de nano-polvos tiene muchas ventajas sobre las técnicas alternativas, como alta pureza, alta flexibilidad, fácil de escalar, fácil de operar y control de procesos.
En el proceso de nano-síntesis, el material se calienta primero hasta su evaporación en plasma de inducción, y los vapores se someten posteriormente a un enfriamiento muy rápido en la zona de enfriamiento/reacción. El gas de enfriamiento, pueden ser gases inertes como Ar y N2 o gases reactivos como CH4 y NH3, dependiendo del tipo de nano-polvos a sintetizar. Los polvos nanométricos producidos generalmente se recolectan mediante filtros porosos, que se instalan lejos de la sección del reactor de plasma. Debido a la alta reactividad de los polvos metálicos, se debe prestar especial atención a la pasivación del polvo antes de la recolección del polvo sintetizado del filtro.

El sistema de plasma de inducción se ha utilizado con éxito en la síntesis de nano-polvos. El rango de tamaño típico de las nanopartículas producidas es de 20 a 100 nm, dependiendo de las condiciones de enfriamiento empleadas. La productividad varía de 20 g/h a 3~4 kg/h, dependiendo de las propiedades físicas de los materiales y del nivel de potencia del plasma. A continuación, se muestra un sistema típico de nano-síntesis de plasma de inducción para aplicaciones industriales. Se incluyen las fotos de algunas nanopartículas sintetizadas en un equipo de este tipo.

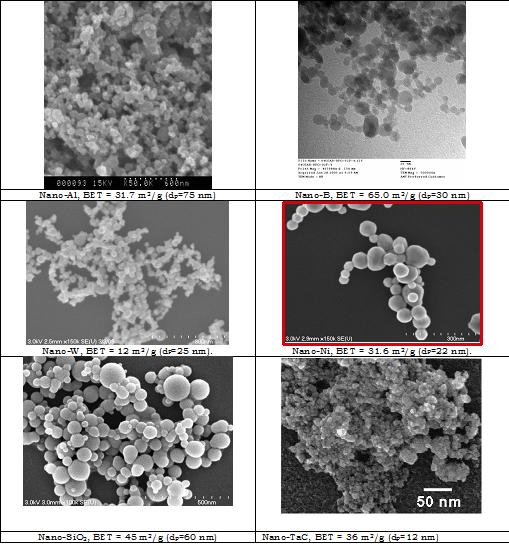
La instalación de plasma de inducción para la síntesis de nano-polvos
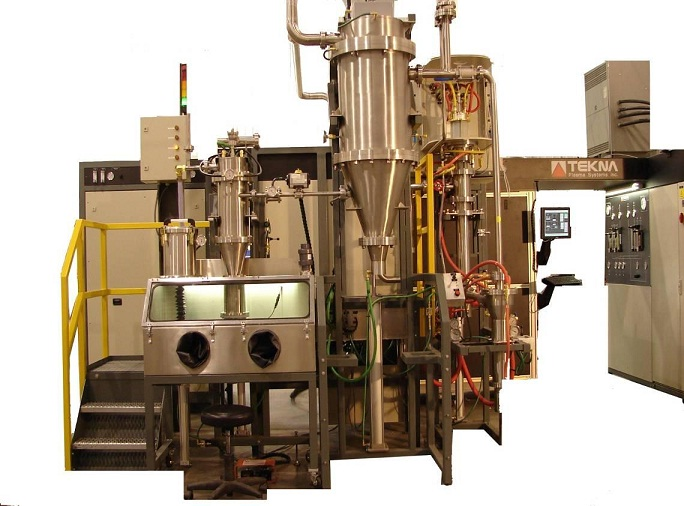
Algunas muestras de las nanopartículas preparadas por procesamiento de plasma por inducción

### Túneles de viento de plasma
Durante la entrada a la atmósfera, las naves espaciales vuelan a una velocidad muy alta y están expuestas a altos flujos de calor y alta presión del aire que se comprime y calienta a varios miles de grados en la parte delantera de la nave espacial. La nave espacial debe protegerse de este alto flujo de calor con materiales de sistemas de protección térmica .Para el desarrollo de la nave espacial, estos materiales deben probarse en condiciones similares de alto flujo de calor y alta presión. Los túneles de viento de plasma, también llamados instalaciones de prueba terrestre de alta entalpía, reproducen estas condiciones. El plasma de inducción se utiliza para estos túneles de viento de plasma porque puede generar un plasma de alta entalpía libre de contaminantes.